# Kongresshaus Rosengarten

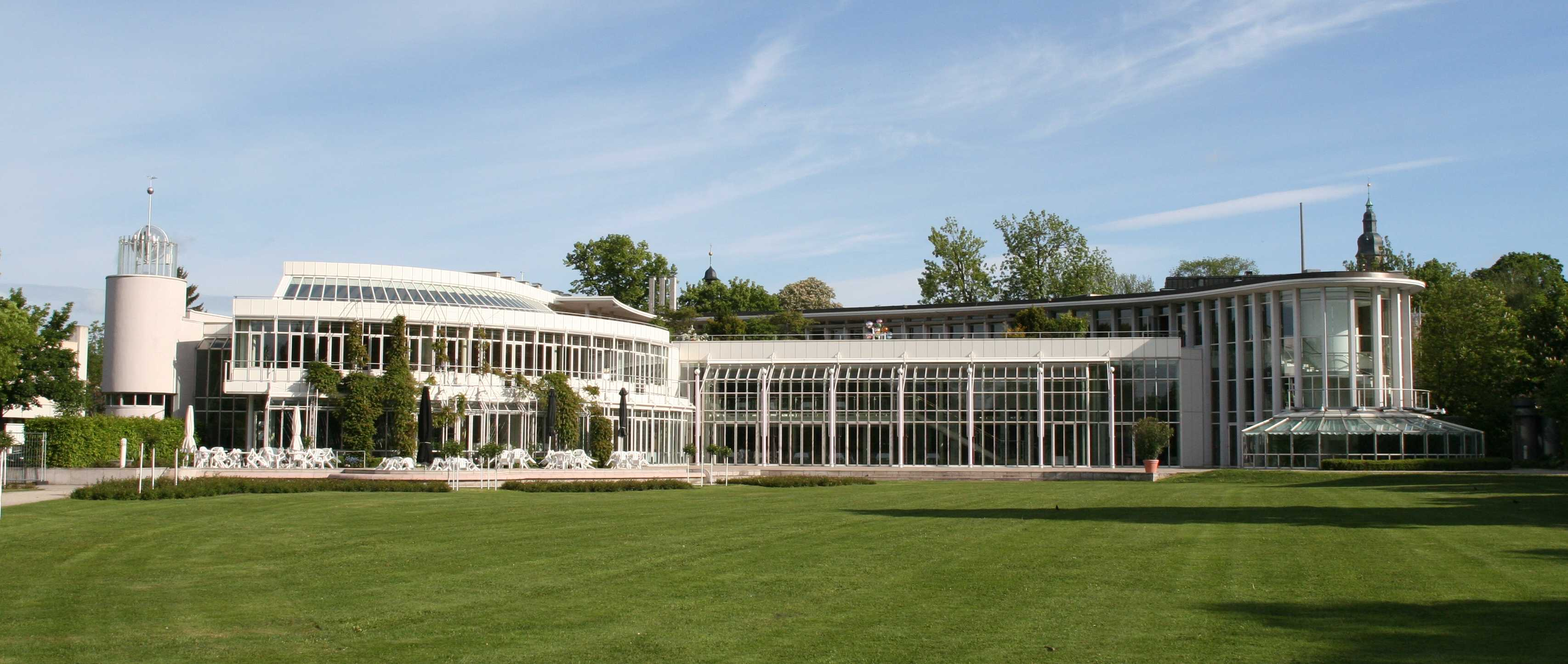
Kongresshaus Rosengarten

Das Kongresshaus Rosengarten ist ein Kongress- und Veranstaltungszentrum in Coburg, es steht am Berliner Platz 1. Der Name des Gebäudes beruht auf seinem Standort. Es liegt am Rand der Coburger Altstadt, an der Nordseite des historischen Rosengartens, zwischen der Ketschendorfer Straße und der Alexandrinenstraße. Fertiggestellt im Jahr 1962 verfügt das Kongresshaus Rosengarten über einen Festsaal für Konzerte, Feiern oder Messen und seit seinem Umbau im Jahr 1987 über weitere neun Räumlichkeiten für Seminare und Tagungen. Gebäudeeigentümerin ist die Wirtschaftsförderungsgesellschaft der Stadt Coburg mbH. Die Räumlichkeiten des Gebäudes werden durch den kommunalen Eigenbetrieb „COBURG MARKETING“ für Veranstaltungen vermietet.

## Geschichte
Pläne für ein Kongresshaus gab es in Coburg seit Mitte der 1950er Jahre. Große Tanzveranstaltungen und mehrtägige Kongresse mit vielen Gästen aus der ganzen Bundesrepublik sollten der Stadt zu mehr Tourismus verhelfen. Von den Bürgern der Stadt wurde die Finanzierung des Gebäudes sowie sein geplanter Standort im beliebten Rosengarten jedoch über mehrere Jahre heftig diskutiert. Man einigte sich schließlich auf eine kostengünstige Variante am nördlichen Rand des Parks. Am 13. Juni 1955 genehmigte der Stadtrat zunächst den Bau einer „Kongresshalle“. Im Jahr 1959 beschloss der Stadtrat den Bau nach den Plänen des Architekten und Leiters des Coburger Stadtbauamtes Behrens und seines Mitarbeiters, dem Stadtbau-Oberinspektor Adolf Schneider, umzusetzen. Als Bauherrin des Gebäudes fungierte die Industrieförderungsgesellschaft der Stadt Coburg (heute Wirtschaftsförderung der Stadt Coburg mbH).

### Erster Bau
2,1 Millionen DM hat das erste Kongresshaus gekostet, es wurde am 25. Oktober 1962 durch den damaligen Oberbürgermeister Walter Langer eingeweiht.
Das Herzstück wurde der große Saal für rund 750 Besucher. Darüber hinaus gab es zwei weitere Konferenz- und verschiedene Wirtschaftsräume. Das Restaurant lag im Obergeschoss und verfügte über eine große Dachterrasse, die für 360 Sitzplätze konzipiert war. Über eine freitragende Außentreppe, „Elefantentreppe“, wie sie die Bevölkerung nannte, konnten die Gäste in den Rosengarten und zu den nach der Umgestaltung des Rosengartens im August 1963 eingerichteten Wasserspielen oder hinauf zum Restaurant gelangen, dessen Zugang sie gleichermaßen war. Nicht jeder Coburger Bürger konnte der Architektur mit den kalten, abweisend wirkenden Mauern in Richtung Stadt und der monströsen Treppe in den Park etwas abgewinnen. Auch der filigrane Glasbau auf der Südseite, der für viel Offenheit sorgte und Ein- wie Ausblicke zuließ, traf nicht jedermanns Geschmack. Der Bau war zudem um fast eine Million teurer als angedacht.
Bald zeigte sich, dass in dem Haus notwendige Räume fehlten und dass der Festsaal zu klein war. Dennoch fanden in den 1960er und 1970er Jahren viele große, mehrtägige Veranstaltungen statt. Landes- und Bundesverbände verschiedener Institutionen trafen sich hier, internationale Gäste traten bei Bällen, damals die gesellschaftlichen Highlights der Stadt, gerne und häufig auf. Seit Mitte der 1970er Jahre kommen zunehmend Rock- und Popkünstler sowie Kabarettisten auf die Bühne des Kongresshauses Rosengarten.

### Um- oder Neubau
In den 1970er Jahren zeichneten sich am Gebäude zunehmend Baumängel ab, die den Betrieb beeinträchtigten. Im Februar 1979 wurden deshalb neue Pläne zur Umgestaltung des Kongresshauses im Coburger Stadtrat erörtert. Am 5. Juli 1984 beschloss der Stadtrat nach langen Diskussionen den Umbau des Kongresshauses, am 5. November 1985 wurden die Umbauarbeiten mit dem Abbruch der Elefantentreppe begonnen. Betreiberin und Bauherrin des Gebäudes war weiterhin die Industrieförderungsgesellschaft. Sie betreute den Umbau und war auch für die weitere Führung des Hauses verantwortlich. Der Auftrag für die Planungen des Umbaus wurde an den bekannten Münchner Architekten Hans-Busso von Busse (1930–2009) vergeben. Er überzeugte die Verantwortlichen dadurch, dass er, obwohl er ursprünglich für einen Neubau plädiert hatte, ad hoc Pläne für den Umbau vorlegte, die im Kostenrahmen waren und dem Gebäude mehr Flexibilität verpassen konnten. Der Umbau dauerte 24 Monate, er kostete 22,1 Millionen DM. Das bayerische Wirtschaftsministerium unterstützte die Stadt mit Darlehen und Zuschüssen in Höhe von 13 Millionen DM. Am 5. November 1987 konnte das Kongresshaus Rosengarten zum zweiten Mal eröffnet werden. Seitdem verfügt es über eine Nutzfläche von 2571 Quadratmeter.

## Architektur
Beim Umbau legte Busse besonderen Wert darauf, dass das Kongresshaus sich entscheidend von den „Konferenzbunkern“ anderer Städte abheben sollte. Räume mit rechten Winkeln gibt es deshalb wenige. Vielmehr ist das langgestreckte Gebäude mit seiner hellen und filigranen Stahl-Glas-Konstruktion ein außergewöhnlicher aber auch zeitloser Bau, der durch seine schlichte Eleganz und Klarheit fasziniert.
Helligkeit, betont durch viel weißes Material, Licht und Lichteinfall war für Busse ein zentrales Thema. So lassen die Glasfronten nicht nur viel Licht herein, innerhalb des Gebäudes wird es auch noch mehrfach durch künstlerische Einflüsse gebrochen oder mit Spiegeln im Beleuchtungssystem vervielfältigt.

### Nord- und Westseite

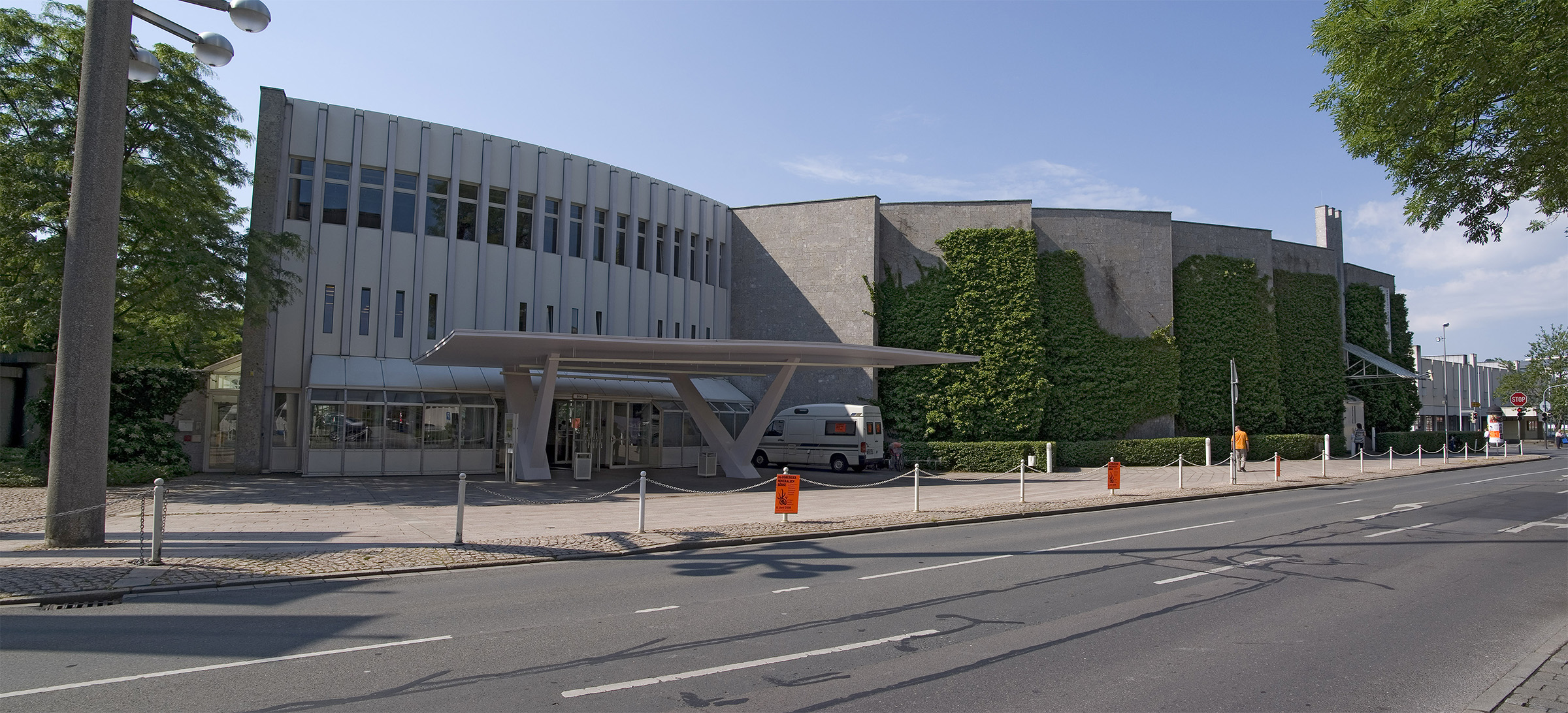
Kongresshaus Rosengarten, Front der Nordseite und Eingang

Geschlossen wirken die Fassaden mit hohen Mauern an der nördlichen und westlichen Seite, zur Straße hin. Lediglich über Fensternischen und den markanten Eingang mit seinem großen Dach öffnet sich das Gebäude dem Betrachter. Die Geschlossenheit hat jedoch zum Vorteil, dass Geräusche von der viel befahrenen Berliner Kreuzung ausgeschlossen werden. Diese Struktur wurde bereits 1962 angelegt und blieb auch nach dem Umbau 1987 erhalten.

### Südseite
Schon 1962 hatten die Architekten auf eine offene Konstruktion mit großen Fensterfronten zur Südseite, in Richtung Rosengarten, gesetzt. Dabei war das Gebäude asymmetrisch angelegt worden. Der großen geraden Betontreppe auf der Westseite wurde ein runder gläserner Treppenturm im Osten entgegengesetzt. 1987 wurde die Südseite aufgebrochen, erweitert und durch einen großen halbrunden Anbau, anstelle der Treppe, ergänzt. Dadurch konnten die notwendigen Räumlichkeiten für kleinere Tagungen und Seminare geschaffen werden. Ein runder Treppenturm setzt den markanten Schlusspunkt auf der westlichen Straßenseite (Ketschendorfer Straße). Die gläserne Erweiterung beherbergte im Erdgeschoss ein Restaurant mit einer direkten Verbindung in den Großen Saal und die Tagungsräume im darüber liegenden Stockwerk. Über einen mittleren Teil des Gebäudes erstreckt sich im Erdgeschoss der Große Saal mit direktem Blick und Ausgang in den Rosengarten. Der bereits vorhandene lichtdurchflutete Treppenaufgang im östlichen Foyer erhielt 1987 zusätzlich einen runden Wintergarten als Vorbau. Die Konferenzzimmer liegen überwiegend in Richtung Süden, weshalb sie sehr hell, ruhig und mit einem Blick ins Grüne ausgestattet sind, den man auch von der Dachterrasse hat. Die Verwaltungsräume und zwei Konferenzräume richten sich nach Norden.

## Kunst am Bau: Glas, Porzellan, Malerei
Ein wichtiger Bestandteil des Kongresshauses Rosengarten sind seine zahlreichen Kunstelemente am Bau. Anspruchsvolle Glas- und Porzellankunst wurde während des Umbaus 1987 für das Kongresshaus Rosengarten von heute zum Teil sehr bekannten Künstlern aus Deutschland und der Tschechischen Republik angefertigt. Durch den Internationalen Glaspreis der Kunstsammlungen der Veste Coburg hat die oberfränkische Stadt einen festen Namen in der Glaskunst-Szene. Aus der Tradition des Thüringer Porzellans begann die Goebel-Galerie Rödental in Zusammenarbeit mit zeitgenössischen Bildhauern eine vielversprechende Wiederbelebung der Porzellanplastik.
Die Kunst am Bau im Kongresshaus Rosengarten ist schlicht und fügt sich ein. Ungewöhnlich sind die Menge und die Vielfalt der Kunst, die in die Architektur des Gebäudes einbezogen wurde. Licht, Lichtbrechung und Lichtspiele sowie das für den Ort charakteristische Thema „Begegnung“ wurden den Künstlern vorgegeben und tauchen somit immer wieder auf. Teilweise tragen die Auftragsarbeiten sehr individuelle Züge.

### Foyer Erdgeschoss
- Wandkugeln (Porzellan) an Säulen im Hauptfoyer (Eingangsbereich) von Bildhauer Michael Schoenholtz und der Malerin Barbara Keidel.
- Glasschnitzereien von Glaskünstler Renato Santarossa (geb. 1943), im Wintergarten (Garten Foyer).
- „Freundliche Begegnung zwischen Menschen“, Reliefsäulen (Porzellan) am Saaleingang, von Bildhauer Thomas Duttenhoefer.
- Glasplastik „Wanderer zwischen Land und Meer“ von Renato Santarossa (geb. 1943).

### Restaurant
- Im Restaurant und im Nebenzimmer schmücken Prismengläser von René Roubiček aus Prag die Fensterscheiben. Bei Sonneneinstrahlung werfen diese Prismengläser – es handelt sich dabei um geschliffenes Panzerglas – regenbogenfarbige Lichtstrahlen in die Räume.

### Coburger Zimmer/Ratszimmer
- „Das Mahl der Diana“ – Gemälde des Malers Gyorgy Stefula (1913–1999). Darin sind die Bauherren und der Architekt verewigt.
- Über dem großen runden Tisch hängt ein Lüster (Glas) des tschechischen Glaskünstlers René Roubiček (eine der Koryphäen der Glaskunst) aus Prag.
- Porzellankugeln als Wandelement im Foyer vor dem Ratszimmer von Michael Schoenholtz und Barbara Keidel.
- Reliefsäulen (Porzellan) von Thomas Duttenhoefer im Ratszimmer mit Sternzeichen der Coburger Stadtratsmitglieder von 1987.

### Kleiner Saal
Zwei Konchen mit Plastiken von Prof. Joachim Schmettau, Berlin. Material: Porzellan mit Schamott.
- „Die Diskussion“, im Kleiner Saal 1, und
- „Der Dialog“ im Kleinen Saal 3

### Foyer Obergeschoss
- „Porzellaninsel“ – kreisförmige Bodenkeramik von Franz Denk (geb. 1942), Keramiker aus Coburg.

### Westlicher Treppenturm
- Der Turm wird von dem „Windspiel mit Glasprismen“ (Glas und Metall) von Glaskünstler Florian Lechner (geb. 1938, aus Nussdorf/Inn) gekrönt.

## Ausstattung
Fünf unterschiedlich groß dimensionierte Tagungsräume lassen neun variable Raumkombinationen für die unterschiedlichsten Zwecke zu. Ob Kleiner Saal oder Konferenzraum: Tageslicht ist in allen Räumen obligatorisch, von den meisten hat man den weiten und einzigartigen Blick in den romantischen Rosengarten. Die Dachterrasse ist in den Seminarpausen ein überaus beliebter Treffpunkt. Der große Festsaal bietet Platz für bis zu 983 Gäste und verfügt über moderne Konferenz- und Bühnentechnik. Das Restaurant Rosengarten hatte von 1987 bis zur Schließung 2015 seinen Platz im Erdgeschoss mit einer Terrasse in den Rosengarten. Konzert- und Veranstaltungsagenturen finden im Kongresshaus Rosengarten für ihre Tourneeveranstaltungen geeignete Räume mit umfassender Bühnentechnik und technischem Fachpersonal. Hinter der Bühne, im „Backstage-Bereich“, gibt es für Künstler mehrere Künstlergarderoben in verschiedenen Größen. Das Kongresshaus Rosengarten ist zudem barrierefrei zugänglich.

## Aktuell
Das Kongresshaus Rosengarten erfüllt in Coburg nicht nur die Aufgaben eines Kongress- und Tagungshauses, sondern auch die Funktionen einer Stadthalle. Es ist Teil der Infrastruktur der Stadt Coburg und bereichert – neben dem Landestheater Coburg – das kulturelle Angebot. Dennoch steht das Gebäude, auch aufgrund seiner eigenwilligen Architektur, immer wieder in der Kritik. Pläne, das Kongresshaus Rosengarten zu Gunsten eines neuen Gebäudeensembles umzubauen oder abzureißen wurden immer wieder angedacht, sind derzeit jedoch nicht umsetzungsreif.